# Duarte Leite
Duarte Leite Pereira da Silva, portugalski zgodovinar, matematik, novinar, diplomat in politik, * 11. avgust 1864, Porto, † 29. september 1950, Porto.
Sprva je bil minister za finance Portugalske (1911-1912), predsednik vlade Portugalske in minister za notranje zadeve Portugalske (1912-1913) in veleposlanik v Braziliji (1914-1931).